# Cicindela fera
Cicindela fera este o specie de insecte coleoptere descrisă de Louis Alexandre Auguste Chevrolat în anul 1834. Cicindela fera face parte din genul Cicindela, familia Carabidae. Această specie nu are alte subspecii cunoscute.